# Теодор Адорно
Теодор Лудвиг Визенгрунд Адорно (на немски: Theodor Ludwig Wiesengrund Adorno) е германски социолог, философ, музиколог и композитор. Адорно е водеща фигура във Франкфуртската школа.

## Биография
Роден е на 11 септември 1903 г. във Франкфурт на Майн в семейството на търговеца на вино Оскар Александер Визенгреунд (1870–1946) и певицата от еврейски произход Мария Калвели-Адорно дела Пиана (1865–1952). Следва философия, социология, психология и музикознание. През 1924 г. получава философска степен в Университета „Йохан Волфганг Гьоте“ във Франкфурт на Майн. Учи композиция във Виена.
В течение на две години преподава в Университета на Франкфурт на Майн и през 1934 г. емигрира във Великобритания, за да се спаси от нацисткото преследване на евреите. В течение на 3 години преподава в Оксфорд и през 1938 г. заминава за САЩ. Сътрудничи на „Бюрото за приложни и социални изследвания“, ръководено от Пол Лазарсфелд.
През 1949 г. се завръща във Франкфуртския университет и участва в интелектуалното възраждане на Германия след разгрома на нацизма. През 1950 г. е заместник-директор на Института за социални изследвания във Франкфурт. През 1956 г. става редовен професор по социология и философия в Университета „Йохан Волфганг Гьоте“. Към края на живота си преживява мъчителни напрежения и конфликти с негови млади последователи и ученици, които са ляворадикалистки настроени и го укоряват в „консерватизъм“.
Почива след сърдечен удар на 6 август 1969 г. в град Висп, Швейцария.

## Творчество
Някои от основните произведения на Адорно са написани в съавторство с Макс Хоркхаймер. Основното му произведение е „Негативната диалектика“.

## Признание
- 1954 Медал „Арнолд Шонберг“
- 1959 Награда на германската критика за литература
- 1963 Плакет „Гьоте“ на град Франкфурт на Майн

## Памет
- През 2003 г., за стогодишнината от рождението на Адорно, е построен мемориална инсталация, създаден от руския художник Вадим Захаров. В центъра на стъклен куб са разположени работно място със стол и бюро, върху които са поставени различни предмети. Това обаче не е пресъздаване на кабинета на Адорно. Художникът не е искал да експонира оригиналното работно място на философа, а по-скоро да припомни работата му, източниците на вдъхновение и работата му.[1]
- През 2013 г. Астероид от външния основен пояс е кръстен на него: (21029) Adorno.
- През 2015 г. един от централните площади на Франкфурт на Майн, намиращ се в кампус на университета „Йохан Волфганг Гьоте“, е  кръстен на негово име.[2]
- Построена във Франкфурт през 2015 г. гимназия през януари 2018 г. е наречена на името на Адорно.
- На 27 юни 2021 г. във Франкфурт на Майн на улицата са положени бронзови паметни павета за Теодор Адорно и неговите родители, Мария Калвели-Адорно и Оскар Визенгрунд. Церемонията се извършва пред къщата, в която семейство Визенгрунд-Адорно се нанася през 1914 г.[3]
- От декември 2022 г. информационна табела с историческа снимка на мястото на родната къща на Schöne Aussicht № 9 във Франкфурт на Майн напомня за родното място и съседния винен магазин на бащата.[4]

## Музикални произведения
- Vier Gedichte von Stefan George für Singstimme und Klavier, op. 1 (1925–1928)
- Zwei Stücke für Streichquartett, op. 2 (1925–1926)
- Vier Lieder für eine mittlere Stimme und Klavier, op. 3 (1928)
- Sechs kurze Orchesterstücke, op. 4 (1929)
- Klage. Sechs Lieder für Singstimme und Klavier, op. 5 (1938–1941)
- Sechs Bagatellen für Singstimme und Klavier, op. 6 (1923–1942)
- Vier Lieder nach Gedichten von Stefan George für Singstimme und Klavier, op. 7 (1944)
- Drei Gedichte von Theodor Däubler für vierstimmigen Frauenchor a cappella, op. 8 (1923–1945)
- Zwei Propagandagedichte für Singstimme und Klavier, o. O. (1943)
- Sept chansons populaires francaises, arrangées pour une voix et piano, o. O. (1925–1939)
- Zwei Lieder mit Orchester aus dem geplanten Singspiel Der Schatz des Indianer-Joe nach Mark Twain, o. O. (1932/33)
- Kinderjahr. Sechs Stücke aus op. 68 von Robert Schumann, für kleines Orchester gesetzt, o. O. (1941)
- Kompositionen aus dem Nachlaß (Klavierstücke, Klavierlieder, Streichquartette, Streichtrios u. a.), vgl. Theodor W. Adorno: Kompositionen Band 3. hg. von Maria Luisa Lopez-Vito und Ulrich Krämer, München 2007.